# Встреча со счастьем
«Встреча со счастьем» (араб. موعد مع السعادة‎) — египетский фильм 1954 года, драма режиссёра Эззель Дина Зульфикара с участием популярной актрисы арабского кино Фатен Хамамы. Кинолента входит в список лидеров советского кинопроката, занимая 788 место, её посмотрели 22,2 млн. кинозрителей СССР.

## Сюжет
В сельской местности живёт Эхсан вместе со своим отцом, с которым они прислуживают в доме богатых людей. Она влюбляется в городского человека значительно старше себя, которому она прислуживает по дому. Его зовут Мамду, он в конечном счёте тоже влюбляется в неё, только не признаётся в этом. Однажды он приходит домой пьяным и насилует её. Когда Эхсан обнаруживает свою беременность, то не решаясь сказать об этом своему отцу уезжает в Каир, где меняет своё имя на Амаль и спустя несколько месяцев рожает дочь. Много лет спустя Эхсан (Амаль) работает в качестве медсестры и встречает в госпитале по месту работы Мамду, который после обучения в Европе работает доктором.
Между ними вновь начинаются любовные отношения. Эхсан раскрывает правду Мамду о существовании их дочери и они оба согласны на брак друг с другом. Между тем отец Эхсан разыскивает свою пропавшую дочь.

## В ролях
- Фатен Хамама — Эхсан (настоящее имя) и Амаль (как она себя назвала, переехав в город)
- Имад Хамди — доктор Мамду
- Хуссейн Риад — инженер Ахмад
- Абдель Варесс Ассад — отец Эхсан
- Надия Зульфикар — дочь Эхсан

## Премьеры
- Египет — 27 декабря 1954 года состоялась национальная премьера фильма в Каире.
- СССР — фильм демонстрировался в прокате СССР с августа 1956 года[2].